# Postorbitari

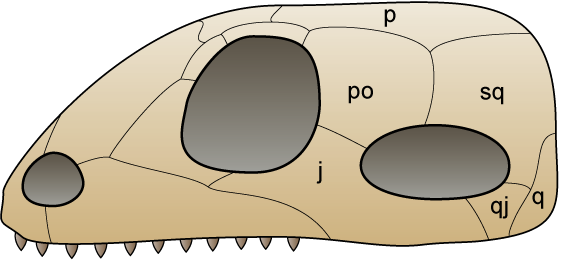
Ossos del sostre dèrmic del crani d'un sinàpsid. S'aprecia la posició del postorbitari (po).

El postorbitari és un dels ossos del crani dels vertebrats que forma una porció del sostre del dermatocrani i, sovint, un anell al voltant de l'òrbita.